# 불순물준위
불순물준위(impurity state)란 물질 사이에서 불순물이 만드는 준위이다. 특히 반도체의 띠틈에서 이 불순물준위가 가능한 경우가 매우 중요하다. 띠틈에서 가능한 준위의 위치에 의하여 N형 반도체, P형 반도체를 형성할 수 있는 가능성이 있다. (깊은 준위, 예시로 띠틈의 한가운데에서 준위를 형성해버리기도 한다.) 준위의 위치는 그 반도체와 불순물의 종류에 의하여 결정되어서 P형 반도체가 되는 경우를 억셉터 준위, N형 반도체가 되는 경우를 도너 준위라고 부른다.

## 같이 보기
- 물리학
- 물성 물리학